# Стадион пољске војске
Стадион пољске војске (пољ. Stadion Legii Warszawa im. Marszałka Józefa Piłsudskiego) такође познат по званичном имену „Стадион Маршал Јозеф Пилсудски”, је фудбалски стадион највише четврте категорије са местима за седење. Стадион се налази на адреси Лазиенковска 3, у округу Пошевлесисевице. То је домаћи терен фудбалског клуба Легија Варшава, који ту игра од самог почетка, то јест од датума отварања стадиона, 9. августа 1930. године.
Стадион је прошао кроз две фазе, комплетну реконструкцију 2008–2011. Од старе конструкције сачуван је само мањи део фасаде главне зграде (с тим да је други део прецизно реконструисан). Са простором за 31.103 гледалаца, то је 5. највећи фудбалски стадион у Екстракласи и 7. највећи у Пољској. Стадион је опремљен грејаним тереном, тереном за тренинг, подземним паркингом, спорт баром, клупским музејом и осталим садржајима типичним за модерне стадионе.
Стадион, који је деценијама припадао пољским оружаним снагама, пренет је у власништву града Варшаве.

## Оригинални стадион
У 1929. години, Легија је примила субвенцију која је омогућила изградњу репрезентативног Војног стадиона. Пројекат стадиона је развио Максимилијан Дудрик-Дарлевски. Под главном трибином, која је имала капацитет од 5.000 места, биле су клупске просторије, свлачионице, гимнастичке сале, спортска остава и заједнички простор. Стадион је такође имао стазу за трчање и бициклизам око игралишта. Званично отварање стадиона обављено је 9. августа 1930. године.
Први мотоциклистички спидвеј одржан је 9. новембра 1930. године, а 1933. стадион је званично постао стадион Пољске војске. За време Другог светског рата, стадион је претрпео оштећења током офанзиве Црвене армије и Пољске војске у јануару 1945. године.
Након рата, обновљена су оштећени делови. Крајем 1950-их, стадион је поставио рекорде посећености када је Легија освојила првенство Пољске и квалификовала се за европске купове. Први рекорд од 40.000 гледалаца постављен је 19. септембра 1956. године, током утакмице Европског купа између Легије Варшаве и Слована из Братиславе. Током шездесетих година прошлог века, стадион је доживео једну од најзначајнијих модернизација у својој историји, повећавши капацитет на 25.000 гледалаца и уводећи вештачко осветљење.
На стадиону Легија одржане су значајне манифестације у спидвеју, укључујући квалификационе рунде Светског првенства у спидвеју година 1956, 1957, 1958, 1961, 1962. и 1964. Крајем 1987. године, спидвејска стаза на стадиону је уклоњена, а фудбалско игралиште проширено.